# Durensari
Durensari is een bestuurslaag in het regentschap Purworejo van de provincie Midden-Java, Indonesië. Durensari telt 1787 inwoners (volkstelling 2010).